# Hermètica

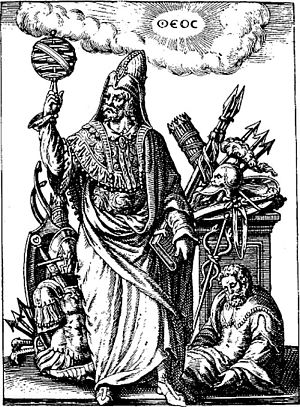
Hermes Trismegist

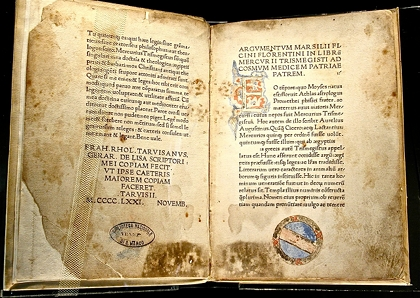
El Corpus Hermeticum editat en llatí per Marsile Ficino el 1471.

Les Hermètica són els textos atribuïts en l'antiguitat al mític Hermes Trismegist. Els més importants s'agrupen en el Corpus Hermeticum, una col·lecció de tractats místic-filosòfics en grec, datats de l'època hel·lenística.

## Literatura de l'hermetisme grecoegipci:Hermètica
L'hermetisme grecoegipci també s'anomena " Hermetisme alexandrià », « Hermetisme egipciant », « Hermetisme hel·lenístic », « Hermetisme grecohel·lènic », « hermetisme antic ". El conjunt de textos que rep el nom d'Hermetica, inclou dos grans conjunts, ben distingits per André-Jean Festugière. Tots es atribueixen les revelacions a Hermes Trismegisto.
- Hermetisme popular (o tècnic). Un primer conjunt reuneix textos ocultistes, escrits a partir III III segle, posat en circulació des I I segle, tractant de III ( aC. J.-C.), II ( aC. J.-C.), IV (), botànica màgica, medicina oculta. La doctrina sobre la qual es basa aquest ésotérisme és la de les correspondències i les antipaties o simpaties (procedents dels estoïcs, i, cap al 100 aC. J.-C., de Bolos de Mendès). " Tota una jerarquia d'éssers estava suspesa d'una estrella determinada, des de l'àngel fins al mineral, les propietats del qual se suposava que estaven relacionades, en simpatia amb aquesta estrella. El científic que va conèixer aquestes sèries era òbviament el mestre de la natura » .
- Hermetisme erudit (o filosòfic). Un segon conjunt inclou textos filosòfics, desenvolupats a partir de finals del I I. segle. Reuneix el Corpus Hermeticum, l' Asclepius, els extractes hermètics recollits cap al 490 per Stobeus -incloent el Korè Kosmou o " alumne del món – tractats trobats l'any 1945 a l'Alt Egipte, Nag Hammadi, en una biblioteca gnòstica copta. Els historiadors moderns han demostrat que els autors hermètics són o bé grecs egipcis o egipcis hel·lenitzats, que presumiblement viuen a Alexandria. Van formar confraries hermètiques ? sí, segons R. Reitzenstein i J. Geffcken, no segons W. Bousset i A.-J. Festugiere .

La distinció no és clara : trobat a l' Hermètica filosòfica de l'astrologia (fragment de Stobaeus VI ; Nag Hammadi 62), alquímia (Corpus Hermeticum, V, 9 ; XII, 8 ; XIV, 10), màgia (Nag Hammadi VI, 56).

## Els textos
Aquests textos místics i filosòfics fan un syncrétisme entre la filosofia grega (en particular del Timée de Plató), i les creences de l'Egipte hellénistique. Segurament es van escriure a Alexandria en els primers segles de la nostra era, al mateix temps que es va desenvolupar l'alquímia i l'astrologia, però també la filosofia neoplatònica (Jàmblic al tombant III III segle i IV quart segle i Proclo V V segle cite textos hermètics). Aquest període està marcat pel que Festugière anomena " decadència del racionalisme ".

## Història
L'hermetisme comença a Alexandria al III r segle abans de la nostra era amb textos ocults (astrologia, màgia, etc.) atribuïts a Hermes Trismegisto o posats sota la seva autoritat. Van seguir, entre 300 i 100, textos filosòfics, entre els quals el importantíssim Corpus Hermeticum, escrit també en grec, a Alexandria, per egipcis educats en la cultura grega o per grecs que vivien dins la cultura egípcia.

## Asclepi
L' Asclepi, del qual s'ha perdut l'original grec, però que era conegut durant l'edat mitjana. La traducció va ser atribuïda durant molt de temps a Apuleyo (sobretot per Ficino).

## Fragments hermètics de Stobeus
El doxògraf i compilador romà d'Orient V 5è segle Stobeus va informar a la seva Antologia de vint-i-nou fragments de textos hermètics, entre ells el Koré Kosmou (L'alumne del món).

## El redescobriment i la traducció del Corpus Hermeticum
El 1460, un manuscrit de catorze breus tractats en grec va ser portat a Florència des de Macedònia per un monjo, Leonardo de Pistoia, i venut a Cosme de Mèdici Cosme va confiar la traducció al jove Marsile Ficino, donant prioritat a la dels diàlegs de Plató. El manuscrit de Ficino es troba ara a la Biblioteca Laurentiana. La traducció es va acabar l'any 1463, i Ficino, creient que eren capítols de la mateixa obra, va donar al conjunt el títol del primer tractat el Pimandre (llatí del grec Poimandres) -aquesta denominació va durar fins a principis del XX XX. Va tenir un èxit important, primer en forma de manuscrit, i es va imprimir l'any 1471 sota el títol Mercurii Trismegisti Pimander seu liber de potestate ac sapientia Dei. El 1469 es va publicar l'edició prínceps de l'Asclepi. Aquests textos formen els primers catorze tractats del Corpus Hermeticum modern (CH I a XIV).
Poc després, Ludovico Lazzarelli (1447-1500) va descobrir un nou manuscrit grec i el va traduir al llatí. Les Definicions d'Asclepi al rei Amón es van publicar el 1507, després de la seva mort (actualment CH XVI).
L'obra va ser traduïda al francès el 1574 per François de Foix-Candale sota el títol de Pimandre .
En la seva nova edició llatina de 1591, Francesco Patrizi hi va afegir de nou el Kore Kosmou, que es trobava a l'antologia d'Stobeus.
Des del Renaixement fins a principis del XVII XVII segle, aquests textos, juntament amb d'altres com la famosa Tauleta de maragda, s'atribueixen a una figura mítica, Hermes Trismegisto, sacerdot del déu lunar egipci Thoth, que es diu que va ser contemporani de Moisès. Però el 1614, el filòleg Isaac Casaubon demostra que el grec dels textos és d'època hel·lenística, i que van ser escrits després dels inicis del cristianisme. : " Sostenc que aquest llibre no conté la doctrina egípcia d'Hermes, sinó una doctrina grega procedent en part dels llibres de Plató i els seus successors, de vegades en els mateixos termes, i en part de la doctrina cristiana de les Sagrades Escriptures. ». El protestant Casaubon es va oposar a la versió catòlica de la història del cristianisme desenvolupada pel cardenal Baronio, i que situava el corpus hermeticum entre els textos profètics. Aquesta datació no es va imposar fins a finals del XVII . segle .
El text és l'origen del tarot endevinatori d'Antoine Court de Gébelin. L'autor anglès Peter Gandy ho va estudiar, però no és historiador.
Tres textos en la línia del Corpus Hermeticum van ser descoberts el 1945 amb els escrits gnòstics de la Biblioteca de Nag Hammadi. És una pregària d'acció de gràcies i un llarg fragment del Discurs perfecte, que van ser recollits en part a l' Asclepi, i un tractat inèdit anomenat L'Ogdoada i l'Eneada .

## Filosofia
En paraules de Bloomfield, " aquests escrits són essencialment producte dels neoplatònics egipcis que van estar clarament influenciats per l'estoïcisme, el judaisme, la teologia persa i, potser, les creences egípcies natives, juntament amb, per descomptat, la de Plató, especialment el Timeu. Pot ser que fos la bíblia d'un culte del misteri egipci el nucli del qual podria datar del IIII . segle aC. J.-C. » .

## En la cultura popular
L'episodi 7 de la temporada 2 de la sèrie Astrid i Raphaëlle tracta sobre el Corpus.